# Mount Besch
Mount Besch är ett berg i Antarktis. Det ligger i Västantarktis. Chile gör anspråk på området. Toppen på Mount Besch är 1 210 meter över havet.
Terrängen runt Mount Besch är kuperad åt nordost, men åt sydväst är den bergig. Trakten är obefolkad. Det finns inga samhällen i närheten.